# Кюбри-ле-Фаверне
Кюбри́-ле-Фаверне́ (фр. Cubry-lès-Faverney) — коммуна во Франции, находится в регионе Франш-Конте. Департамент — Верхняя Сона. Входит в состав кантона Вовиллер. Округ коммуны — Люр.
Код INSEE коммуны — 70190.

## География
Коммуна расположена приблизительно в 310 км к юго-востоку от Парижа, в 65 км севернее Безансона, в 22 км к северу от Везуля.

## Население
Население коммуны на 2010 год составляло 128 человек.
| 1962 | 1968 | 1975 | 1982 | 1990 | 1999 | 2010 |
| ---- | ---- | ---- | ---- | ---- | ---- | ---- |
| 107  | 115  | 121  | 128  | 131  | 114  | 128  |

## Администрация
| Период | Период | Фамилия        | Партия | Примечания |
| ------ | ------ | -------------- | ------ | ---------- |
| 1938   | 1971   | Гастон Деномме |        |            |
| 1971   | 2001   | Жорж Филиппо   |        |            |
| 2001   | 2014   | Филип Аэби     |        |            |

## Экономика
В 2010 году среди 84 человек трудоспособного возраста (15—64 лет) 65 были экономически активными, 19 — неактивными (показатель активности — 77,4 %, в 1999 году было 77,8 %). Из 65 активных жителей работали 65 человек (34 мужчины и 31 женщина), безработных не было. Среди 19 неактивных 4 человека были учениками или студентами, 10 — пенсионерами, 5 были неактивными по другим причинам.

## Фотогалерея

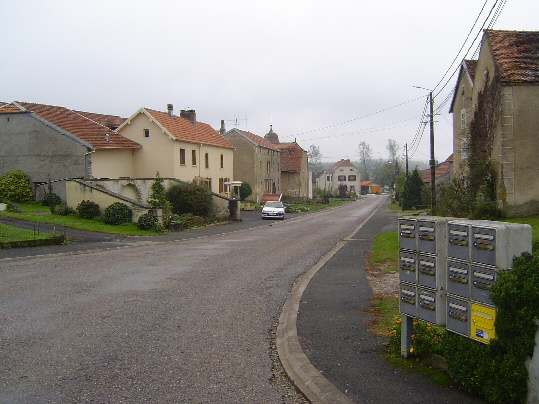
Кюбри-ле-Фаверне
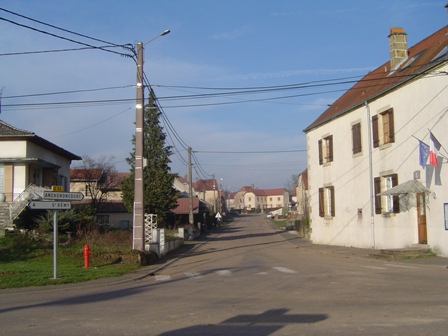
Мэрия
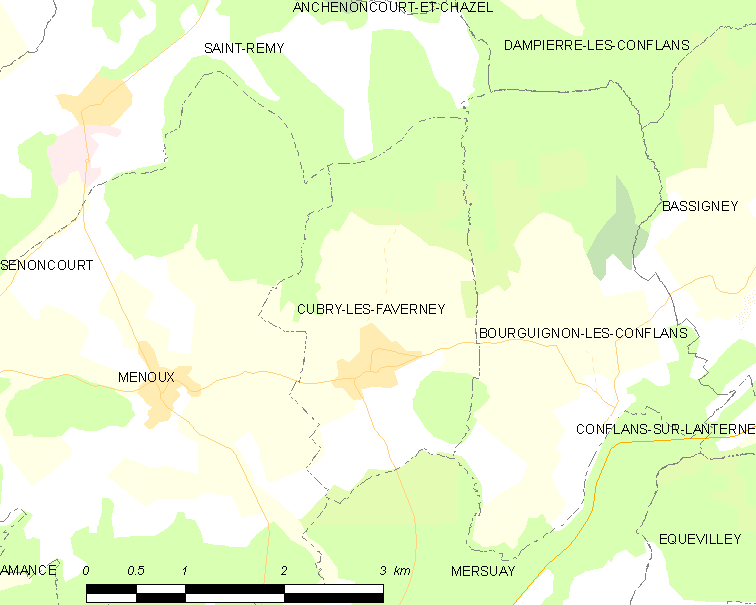
Карта коммуны